# James Ellison
James Ellison Smith (Guthrie Center, 4 de maio de 1910 - Montecito, 23 de dezembro de 1993) foi um ator norte-americano.

## Biografia
James Ellison Smith nasceu em Guthrie Center no estado de Iowa, e estudou cinema em Hollywood antes de fazer sua estréia em Play-Girl de 1932 com Loretta Young. Porém seu primeiro papel de destaque foi no filme Jornadas Heroicas de 1936, ao lado de Gary Cooper e Jean Arthur. Ele passou grande parte de sua carreira participando de westerns, transitando entre os filmes de faroeste e papéis mais variados, principalmente em filmes B, como em Testemunho do Cadáver de 1941. Ellison ainda teve uma participação coadjuvante em A Tia de Carlitos estrelando Jack Benny e desempenhou o papel principal em Entre a Loura e a Morena, um musical da Twentieth Century Fox estrelando Alice Faye e Carmen Miranda.
Também co-estrelou com Tom Conway e Frances Dee, A morta-viva dirigido por Jacques Tourneur e atuou ainda ao lado de Belita no longa-metragem Dançarina Loura, nomeado ao Oscar de melhor canção original e trilha sonora original em 1945. Na década de 1950, Ellison trocou a carreira de ator pela de corretor imobiliário depois da aparição em seu último trabalho no cinema, Man from the Black Hills.

## Morte
James Ellison morreu em 23 de dezembro de 1993 depois de quebrar o pescoço numa queda em sua casa em Montecito. Ele tinha 83 anos.